# Argia gerhardi
Argia gerhardi là một loài chuồn chuồn kim trong họ Coenagrionidae.
Argia gerhardi được Calvert miêu tả khoa học năm 1909.